# Zygmunt Białas
Zygmunt Józef Białas (ur. 23 marca 1935 w Kaletach) – polski geolog, działacz ekologiczny, badacz geologii regionu Ustronia i historii ustrońskiego uzdrowiska, współzałożyciel rocznika „Przyrodnik Ustroński”

## Życiorys
Maturę uzyskał w 1952 w Liceum Ogólnokształcącym w Tarnowskich Górach. Studia z zakresu geologii ukończył w 1959 na Wydziale Nauk Przyrodniczych Uniwersytetu Wrocławskiego.
Od 1958 pracował w Dolnośląskiej Stacji Terenowej Instytutu Geologicznego we Wrocławiu, a następnie (od 1962) w Przedsiębiorstwie Geologicznym we Wrocławiu, gdzie zajmował się także problemami hydrogeologicznymi złoża węgla brunatnego „Bełchatów”. Od 1966 do 1969, studiował zaocznie i uzyskał dyplom inżyniera geologa górniczego na Wydziale Geologiczno-Poszukiwawczym Akademii Górniczo-Hutniczej w Krakowie.
W 1973 podjął pracę w Uzdrowisku Ustroń-Jastrzębie, którą kontynuował do przejścia na emeryturę w 2009. W okresie 1999–2009 był członkiem Rady Nadzorczej Przedsiębiorstwa Uzdrowiskowego „Ustroń”. W uzdrowisku zajmował się eksploatacją surowców leczniczych – solanki (metodą otworową) i borowiny (metodą odkrywkową).
Za udział w pracach nad zatłaczaniem do górotworu oczyszczonych solanek pozabiegowych z Uzdrowiska Ustroń otrzymał w 1999 nagrodę zespołową Ministra Ochrony Środowiska, Zasobów Naturalnych i Leśnictwa. Zajmował się także geologią i hydrogeologią regionu Śląska Cieszyńskiego.

## Działalność ekologiczna i społeczna
Był założycielem Koła Polskiego Klubu Ekologicznego w Ustroniu (1984) i jego pierwszym prezesem, także współzałożycielem i współredaktorem rocznika „Przyrodnik Ustroński”. W 1989 był organizatorem skutecznego protestu i manifestacji przeciw budowie koksowni w Stonawie w Czechach.
Publikował także w „Kalendarzu Ustrońskim” i „Pamiętniku Ustrońskim”, którego był redaktorem w okresie 1988–1995. Był współtwórcą samorządu ustrońskiego, a w latach 1990–1994 pełnił funkcję przewodniczącego Rady Miejskiej Ustronia.

## Odznaczenia
- Srebrny Krzyż Zasługi (1990)[3]

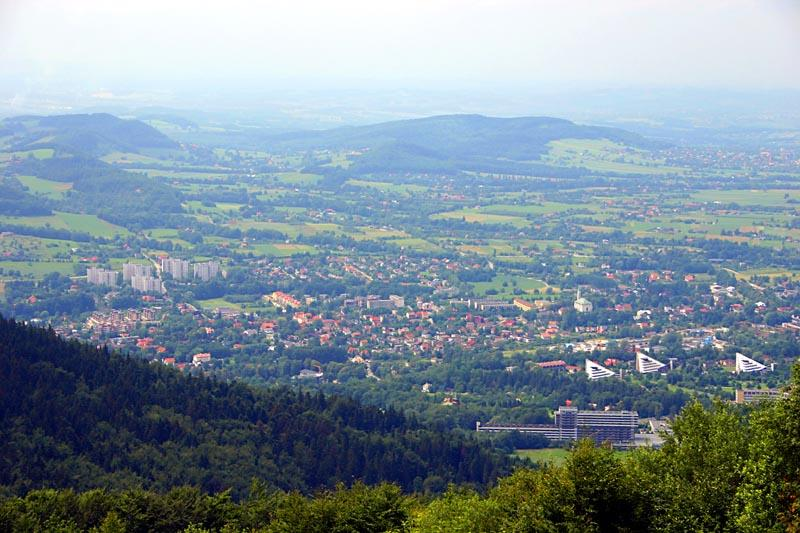
Widok Ustronia ze szczytu Równicy. Na pierwszym planie sanatorium i szpital uzdrowiskowy

- Odznaka „Zasłużony dla polskiej geologii” (1987 i 2009)[4]
- Srebrna Odznaka „Zasłużony dla Uzdrowisk Polskich” (1987)
- Złota Odznaka „Za zasługi dla Ochrony Środowiska i Gospodarki Wodnej” (1990)
- Odznaka Honorowa „Za zasługi dla ochrony Zdrowia” (1996)[3]
- Laur Gmin Ziemi Cieszyńskiej (2004)[20]
- Medal „Zasłużony dla Gmin Uzdrowiskowych RP” (2011)[21]
- Złota Odznaka Honorowa za Zasługi dla Województwa Śląskiego (2015)[22]

## Inne informacje
Jego żoną jest Renata Dubiel-Białas, konserwatorka dzieł sztuki.
Jest członkiem Sekcji Grotołazów Wrocław i był uczestnikiem wypraw jaskiniowych w Jurze Krakowsko-Częstochowskiej i w Tatrach.